# Hemicentetes semispinosus
Hemicentetes semispinosus är en däggdjursart som först beskrevs av G. Cuvier 1798.  Hemicentetes semispinosus ingår i släktet halvtanrekar, och familjen tanrekar. IUCN kategoriserar arten globalt som livskraftig. Inga underarter finns listade i Catalogue of Life.
Denna halvtanrek förekommer på östra Madagaskar. Den vistas i låglandet och i bergstrakter upp till 1550 meter över havet. Habitatet utgörs av fuktiga skogar. Arten besöker även jordbruksmark, trädgårdar och gräsmarker som bildades genom skogsavverkning.
Artens övre kroppsdelar är täckta av päls med många taggar inblandade som är längst på huvudets topp. Ovansidan är mörkbrun med flera gula strimmor. Dessutom finns ett gulaktigt band kring ansiktet och en gul strimma på näsan. Den mjuka undersidan är kastanjebrun. Individerna blir 16 till 19 cm långa (huvud och bål) och väger 90 till 220 g. En svans saknas.
Denna tanrek kan vara aktiv på dagen och på natten. En familj med upp till 20 medlemmar lever i samma bo. Boet består av en 1,5 meter lång tunnel som ligger cirka 15 cm under markytan. Arten äter olika ryggradslösa djur. Den håller bara under mycket kalla vintrar dvala.
Hanar och honor parar sig mellan september och december (våren på södra jordklotet). Efter 55 till 63 dagar dräktighet föds upp till 11 ungar (6 per kull i genomsnitt). Vissa unga honor kan para sig när de är fem veckor gamla.